# Cholmondeley Award
Der Cholmondeley Award (ˈtʃʌmli əˈwɔːd) ist ein britischer Literaturpreis, der von der Society of Authors jährlich an mehrere herausragende Dichter verliehen wird. Er wurde 1966 von der Kunstmäzenin Sybil Cholmondeley, Marchioness of Cholmondeley gestiftet.

## Preisträger
- 1966: Ted Walker, Stevie Smith

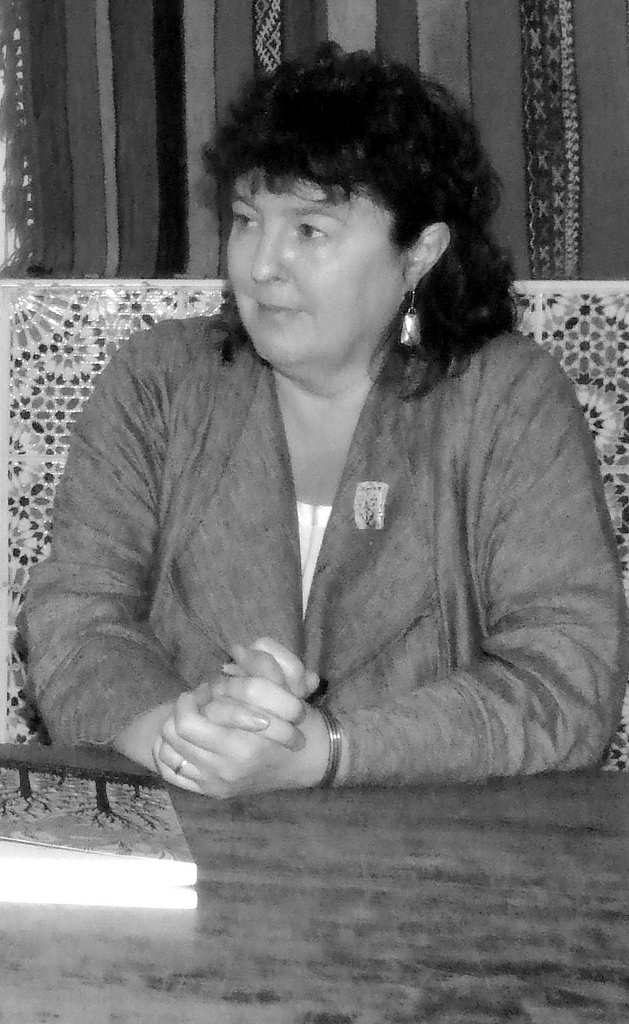
Preisträgerin 1992: Carol Ann Duffy

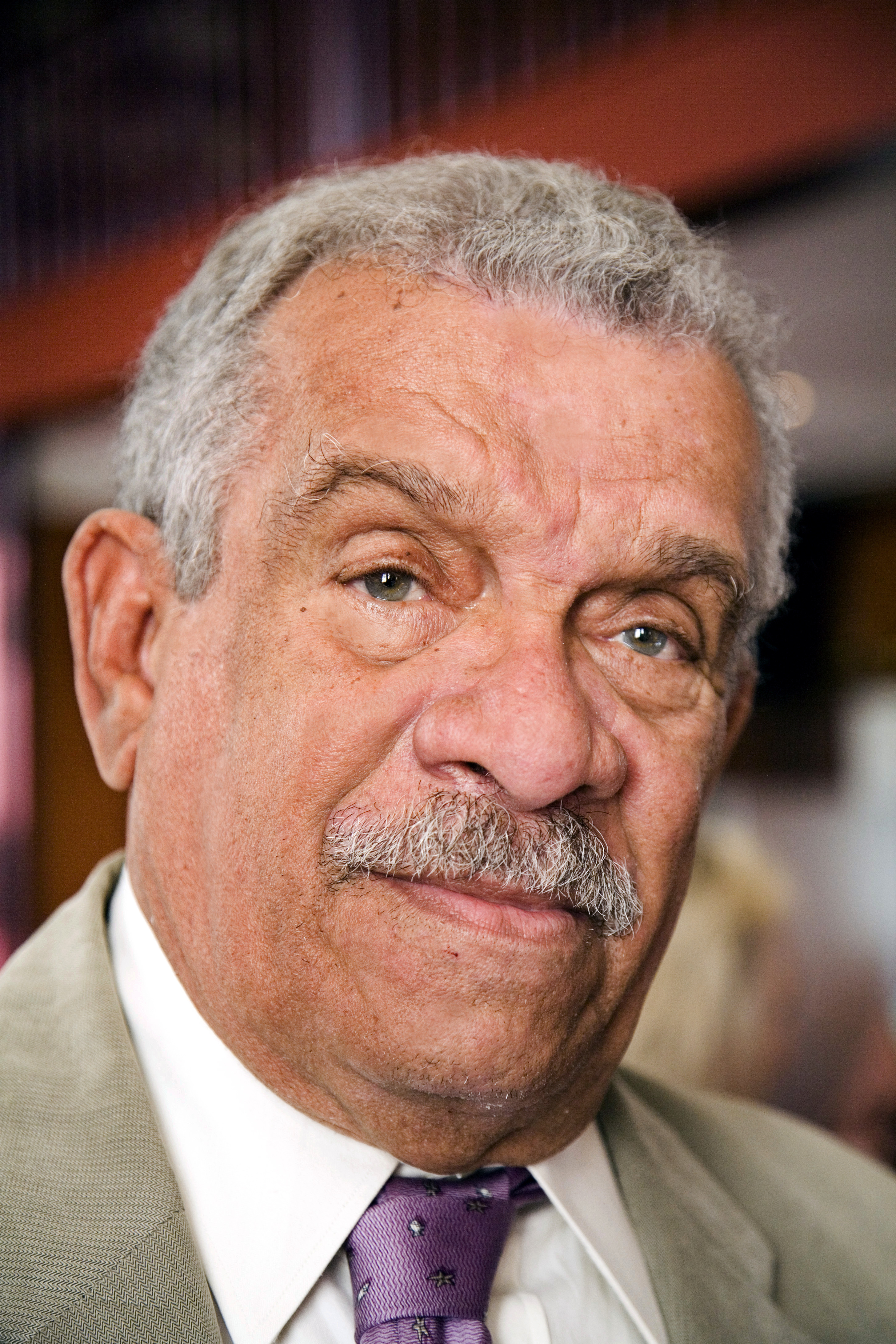
Preisträger 1969: Derek Walcott

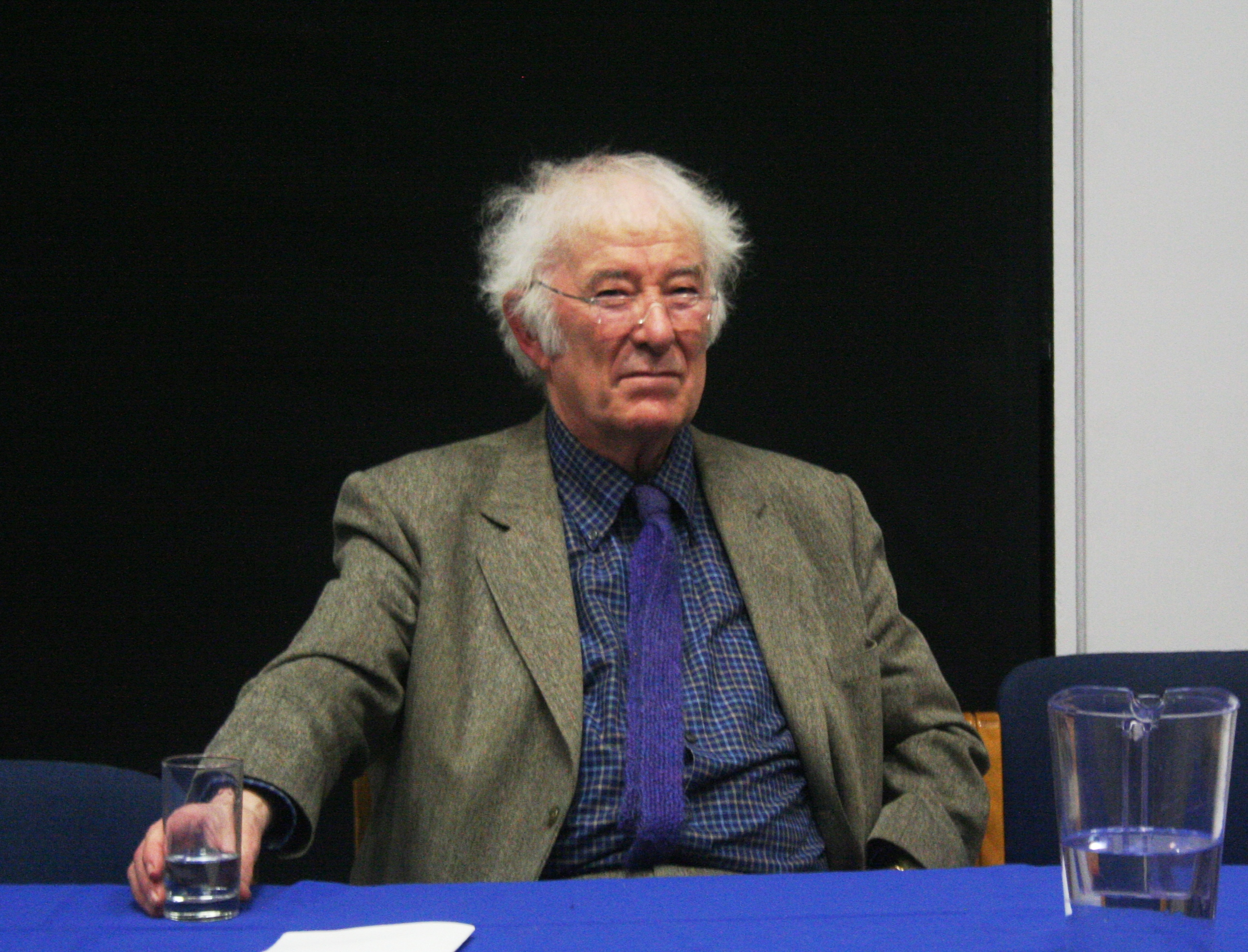
Preisträger 1967: Seamus Heaney

- 1967: Seamus Heaney, Brian Jones, Norman Nicholson
- 1968: Harold Massingham, Edwin Morgan
- 1969: Derek Walcott, Tony Harrison
- 1970: Kathleen Raine, Douglas Livingstone, Kamau Brathwaite
- 1971: Charles Causley, Gavin Ewart, Hugo Williams
- 1972: Molly Holden, Tom Raworth, Patricia Whittaker
- 1973: Patric Dickinson, Philip Larkin
- 1974: D. J. Enright, Vernon Scannell, Alasdair Maclean
- 1975: Jenny Joseph, Norman MacCaig, John Ormond
- 1976: Peter Porter, Fleur Adcock
- 1977: Peter Bland, George MacBeth, James Simmons, Andrew Waterman
- 1978: Christopher Hope, Leslie Norris, Peter Reading, D. M. Thomas, R. S. Thomas
- 1979: Alan Brownjohn, Andrew Motion, Charles Tomlinson
- 1980: George Barker, Terence Tiller, Roy Fuller
- 1981: Roy Fisher, Robert Garioch, Charles Boyle
- 1982: Basil Bunting, Herbert Lomas, William Scammell
- 1983: John Fuller, Craig Raine, Anthony Thwaite
- 1984: Michael Baldwin (?), Michael Hofmann, Carol Rumens
- 1985: Dannie Abse, Peter Redgrove, Brian Taylor
- 1986: Lawrence Durrell, James Fenton, Selima Hill
- 1987: Wendy Cope, Matthew Sweeney, George Szirtes
- 1988: John Heath-Stubbs, Sean O’Brien, John Whitworth
- 1989: Peter Didsbury, Douglas Dunn, E. J. Scovell
- 1990: Kingsley Amis, Elaine Feinstein, Michael O’Neill
- 1991: James Berry, Sujata Bhatt, Michael Hulse, Derek Mahon
- 1992: Allen Curnow, Donald Davie, Carol Ann Duffy, Roger Woddis
- 1993: Patricia Beer, George Mackay Brown, P. J. Kavanagh, Michael Longley
- 1994: Ruth Fainlight, Gwen Harwood, Elizabeth Jennings, John Mole
- 1995: U. A. Fanthorpe, Christopher Reid, C. H. Sisson, Kit Wright
- 1996: Elizabeth Bartlett, Dorothy Nimmo, Peter Scupham, Iain Crichton Smith
- 1997: Alison Brackenbury, Gillian Clarke, Tony Curtis, Anne Stevenson
- 1998: Roger McGough, Robert Minhinnick, Anne Ridler, Ken Smith
- 1999: Vicki Feaver, Geoffrey Hill, Elma Mitchell, Sheenagh Pugh
- 2000: Alistair Elliot, Michael Hamburger, Adrian Henri, Carole Satyamurti
- 2001: Ian Duhig, Paul Durcan, Kathleen Jamie, Grace Nichols
- 2002: Moniza Alvi, David Constantine, Liz Lochhead, Brian Patten
- 2003: Ciaran Carson, Michael Donaghy, Lavinia Greenlaw, Jackie Kay
- 2004: John Agard, Ruth Padel, Lawrence Sail, Eva Salzman
- 2005: Jane Duran, Christopher Logue, M. R. Peacocke, Neil Rollinson
- 2006: Alan Jenkins, Mimi Khalvati, Jo Shapcott
- 2007: Judith Kazantzis, Robert Nye, Penelope Shuttle
- 2008: John Burnside, John Greening, David Harsent, Sarah Maguire
- 2009: Bernard O’Donoghue, Alice Oswald, Fiona Sampson, Pauline Stainer
- 2010: Gillian Allnutt, Colette Bryce, Gwyneth Lewis, Deryn Rees-Jones
- 2011: Imtiaz Dharker, Michael Haslam, Lachlan Mackinnon
- 2012: Christine Evans, Don Paterson, Peter Riley, Robin Robertson
- 2013: Simon Armitage, Paul Farley, Lee Harwood, Medbh McGuckian
- 2014: W. N. Herbert, Jeremy Hooker, John James, Glynn Maxwell, Denise Riley
- 2015: Patience Agbabi, Brian Catling, Christopher Middleton, Pascale Petit, J. H. Prynne
- 2016: Maura Dooley, David Morley, Peter Sansom, Iain Sinclair
- 2017: Caroline Bergvall, Sasha Dugdale, Philip Gross, Paula Meehan
- 2018: Vahni Capildeo, Kate Clanchy, Linton Kwesi Johnson, Dagit Nagra, Zoe Skoulding
- 2019: Malika Booker, Fred D’Aguiar, Allen Fisher, Jamie McKendrick
- 2020: Alec Finlay, Linda France, Bhanu Kapil, Hannah Lowe, Rod Mengham
- 2021: Paula Claire, Kei Miller, Katrina Porteous, Maurice Riordan, Susan Wicks
- 2022: Tiffany Atkinson, Menna Elfyn, David Kinloch, Gerry Loose, Maggie O’Sullivan
- 2023: Caroline Bird, Jane Draycott, Greta Stoddart, Michael Symmons Roberts, Jackie Wills, Tamar Yoseloff